# Tryphon de Lampsaque
Tryphon de Lampsaque est un jeune saint mégalomartyr, mort en 251, connu pour ses dons de guérisons, sa charité et son désintéressement. Il fut exécuté à Nicée, mais c'est à Lampsaque qu'il fut enseveli et qu'il fut vénéré.
Répertorié dans le Martyrologe romain à la date du 10 novembre, il est désormais commémoré le 1er février par les catholiques et les orthodoxes.

## Biographie
Saint Tryphon nait en 222 ou 232 à Campsade, un village des Dardanelles près de Nicée dans la province romaine d’Asie. À la mort de son père, sa mère part vivre près du village d’Apamée et il devient employé de ferme, s'occupant principalement de l'élevage des oies,. De parents chrétiens, il se consacre dès l’enfance à l'étude de la Bible et à la prière tout en fréquentant l’église assidûment. Ainsi disposé, il découvre qu'il possède des dons de guérison qu'il octroie aux hommes comme aux animaux sans demander de rémunération. Il lui arrive également de chasser l'emprise démoniaque.
Il est même envoyé à Rome afin de délivrer la fille de l'empereur Gordien depuis longtemps possédée par un démon et qui fit savoir que lui seul pouvait s'en occuper pour la libérer. Pour le remercier, il reçoit une large gratification, mais sur le chemin du retour il dispense aux plus pauvres ce qu'il a gagné. Puis il reprend son travail, tout en continuant de guérir les malades et les esprits tourmentés. Ses prières détournent un essaim de sauterelles qui menaçait la récolte de céréales de son village.
Ses actes, sa personne et ses paroles touchent de plus en plus de gens, et sa réputation est grandissante. Il convertit de nombreuses personnes à la foi dont le préfet païen Licius. Vers l’an 250, pendant la persécution de Dèce, il est arrêté et conduit à Nicée devant Aquilin, le gouverneur de la région, qui lui fait subir le supplice du chevalet durant près de trois heures. Voyant son aplomb héroïque, saint Respice (Respicius), un tribun, se convertit sur le champ.
Tandis que le gouverneur espère voir Tryphon renier sa chrétienté, il lui répond arguant qu'ils étaient tous deux en âge de savoir ce qu’ils avaient à faire : « Cela est vrai, aussi désirons-nous atteindre à la perfection de la vraie sagesse en suivant Jésus-Christ ».
Ensuite Aquilin les emprisonne, puis les fait traîner par les rues de la ville les pieds nus, et encore torturer, puis battre avec des fouets plombés, et enfin décapiter.

## Culte

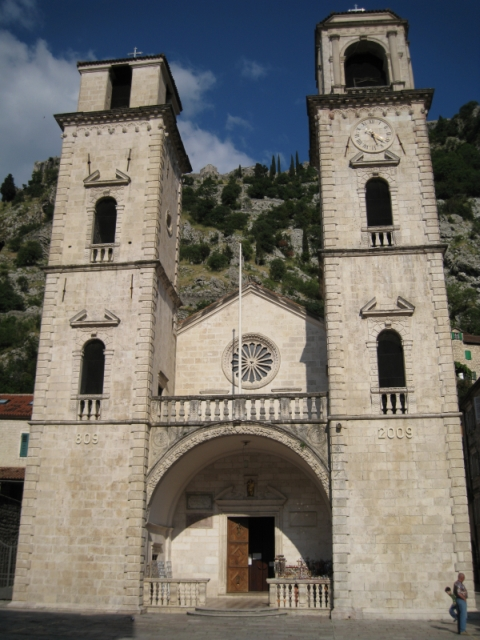
Cathédrale Saint-Tryphon, Kotor, Monténégro.

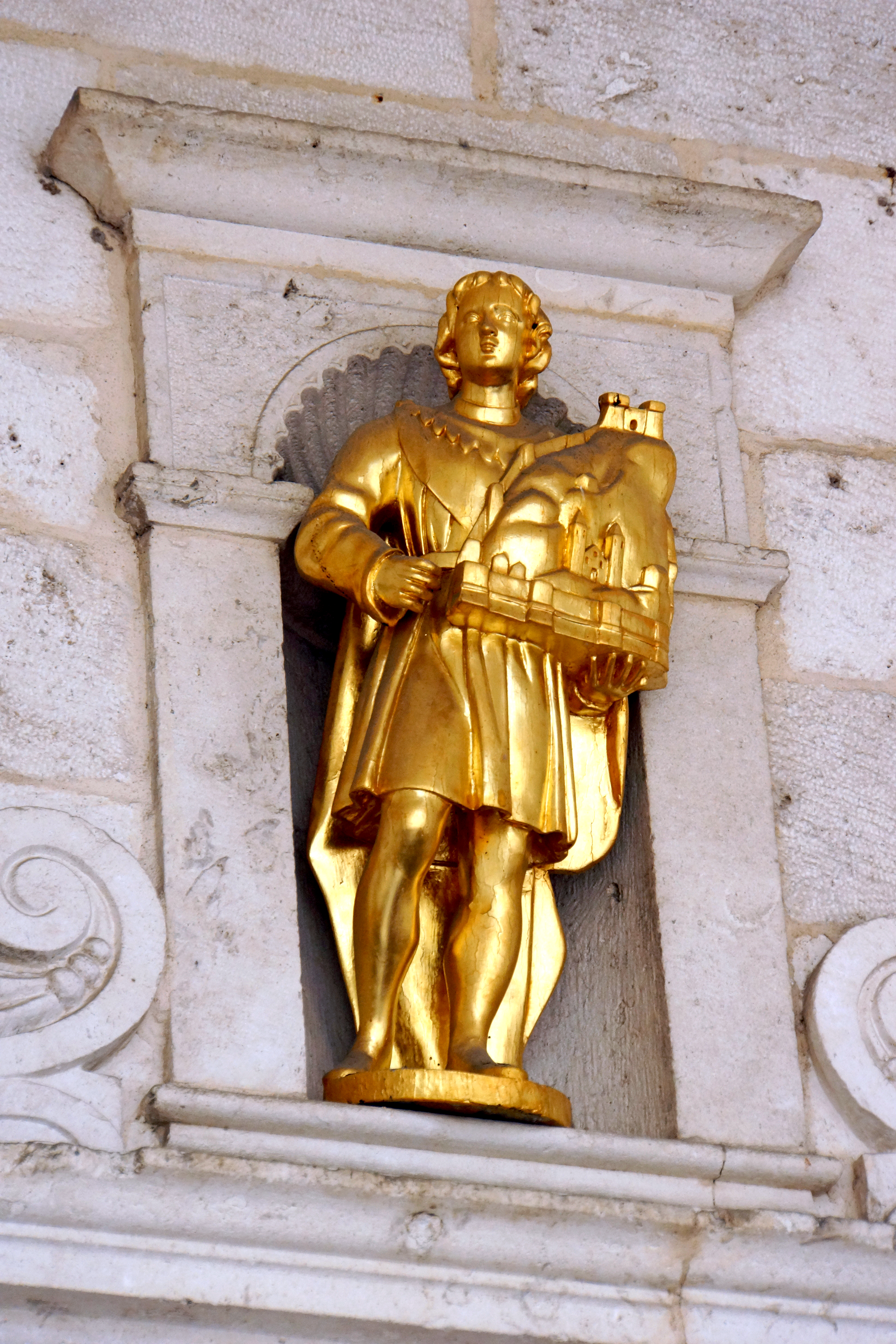
Statue de saint Tryphon au-dessus de l'entrée de la cathédrale de Kotor.

Ses reliques furent transportées à Lampsaque et y furent conservées jusqu'à ce que des Vénitiens les récupèrent vers 809. Une tempête amena leur navire sur les rives de Kotor (Cattaro en italien), aujourd'hui dans le Monténégro. Très tôt, saint Tryphon fut connu et aimé pour ses miracles et il devint le patron et le protecteur en particulier des marins. Les habitants ont fait construire une cathédrale vers 950, où le crâne (le chef) du saint est toujours conservé.
La plupart des autres reliques furent déposées et réparties dans deux églises de Rome (fête de la translation des reliques le 10 novembre). Dans celle de Santo Spirito in Sassia, elles ont été associées à des reliques de saint Respice et de sainte Nymphe (Nympha), une vierge de Palerme torturée en témoignage de sa foi. Elles étaient à l’intérieur du maître-autel avec de vieilles icônes grecques. De leur côté, les Augustins développèrent un couvent autour de l’église San Trifone in Posterula, plus tard rattaché à saint Augustin et portant finalement le nom de Sant'Agostino in Campo Marzio. Aucune image du saint n'y est conservée.
En 1656, quelques reliques ont été apportées à Onano pour conjurer la contagion de la peste et placées dans une urne en verre - encore visible - sous l'autel principal de l'église de Santa Maria della Consolazione. Un fragment a été inséré dans la pierre sacrée de l'autel de la nouvelle église de Santa Croce, également à Onano, reconstruite en 1956 après les bombardements de 1944.

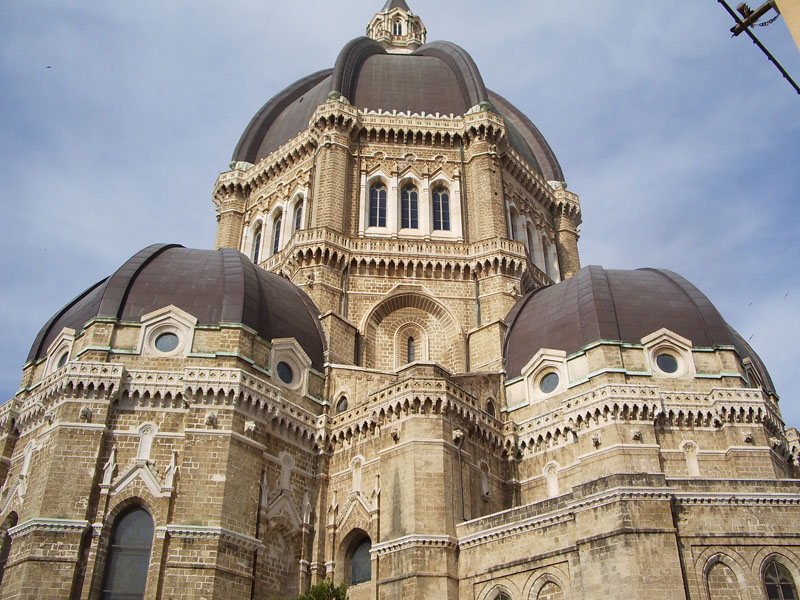
La cathédrale de Cerignola dans les Pouilles en Italie.

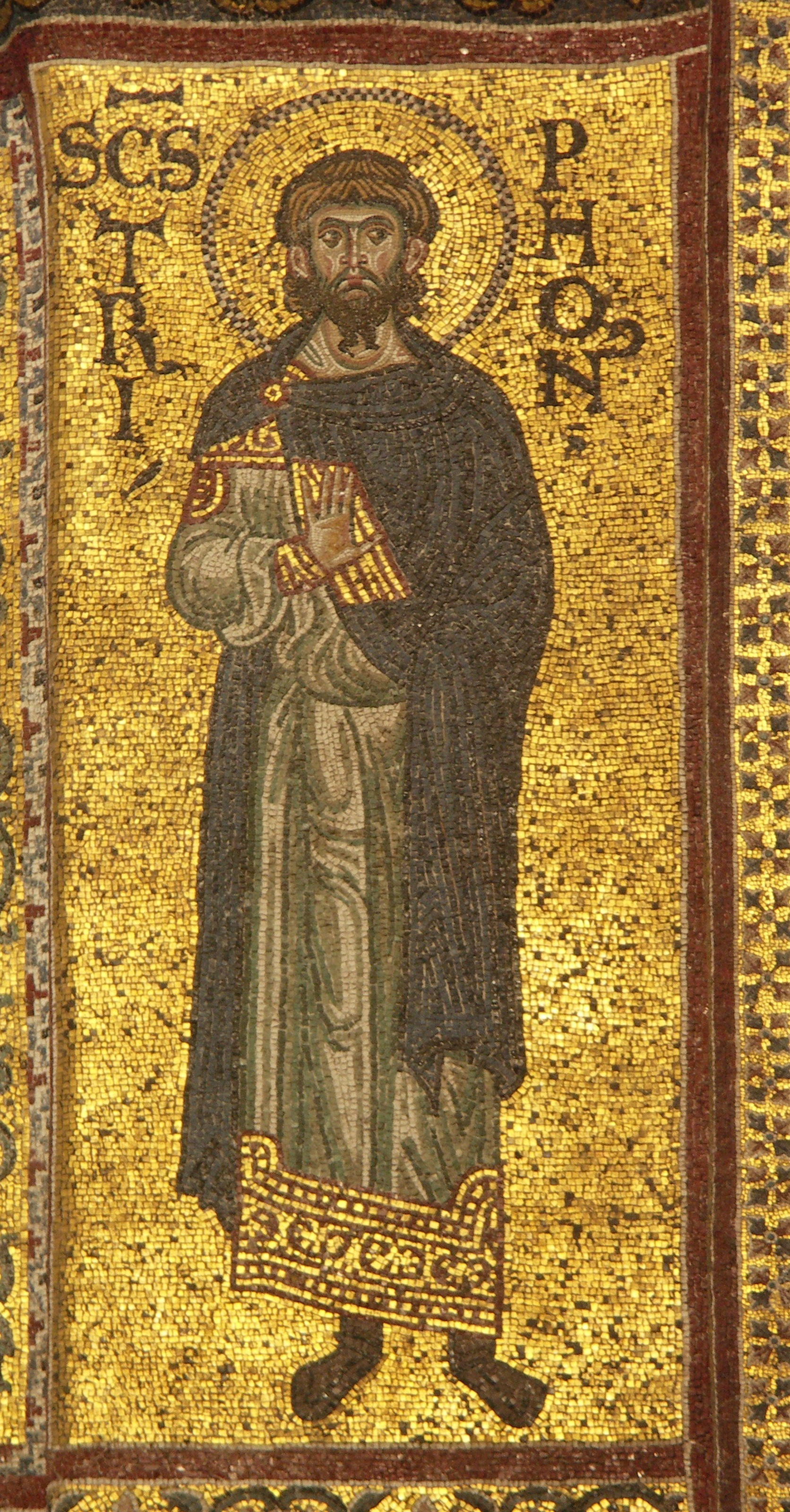
Tryphon représenté plus âgé, mosaïque de la cathédrale de Monreale, Sicile, Italie.

Toutes les autres reliques de l'église romane de Santo Spirito in Sassia ont été déplacées à la cathédrale de Cerignola (Pouilles) en 1918 à la suite de la décision du pape Benoît XV (1914-1922). Dans cette ville, son culte a commencé à la fin du XVIe siècle quand il fut invoqué pour lutter contre une invasion de chenilles.
À partir de 1890, des habitants d'Adelfia (Montrone) ont transporté le culte de saint Tryphon à Los Angeles où une fête est toujours célébrée le dimanche le plus proche du 10 novembre avec une procession.
Comme les catholiques, les orthodoxes honorent saint Tryphon le 1er février, mais le plus souvent avec saint Respice et sainte Nymphe.
L'abbaye Saint-Pierre de Cellefrouin relevait du titre cardinalice de Saint-Tryphon. 
Son nom a été donné en Turquie à une église aujourd'hui disparue à Constantinople, située près de celle de Sainte-Sophie, et il a été découvert un ancien monastère Saint-Tryphon daté du VIe siècle sur les hauteurs de Tuzla dans la province d'Istanbul.
Il existe une église Saint-Tryphon de Kličevac en Serbie.

## Trifon Zarezán, journée des vignobles
Saint Tryphon est souvent représenté sur les icônes chrétiennes orthodoxes avec une vigne et une serpe dans ses mains symbolisant la joie procurée par les actes de foi, mais aussi comme hommage pour le sang des martyrs. À cette occasion, une prière est exprimée rappelant que les chrétiens sont « la vigne du Seigneur », et la demande est « que la grâce descende sur chaque vigne », c'est-à-dire sur chaque représentant de la communauté.
En Serbie et en Bulgarie, une coutume veut que saint Tryphon soit associé à une fête dédiée au vin et à la vigne le 14 février comme protecteur. Les vignerons visitent leurs vignes, taillent quelques ceps et les arrosent de vin, car cela est censé redonner de la puissance au vignoble et réveiller la sève de vie des plantes après la longue période d'hibernation. Les vignobles se visitent plutôt le matin et des bénédictions de prêtres regroupent bon nombre de fidèles et de professionnels suivies d'un repas et de diverses festivités. Un roi des vignobles est élu chaque année.

## En Russie

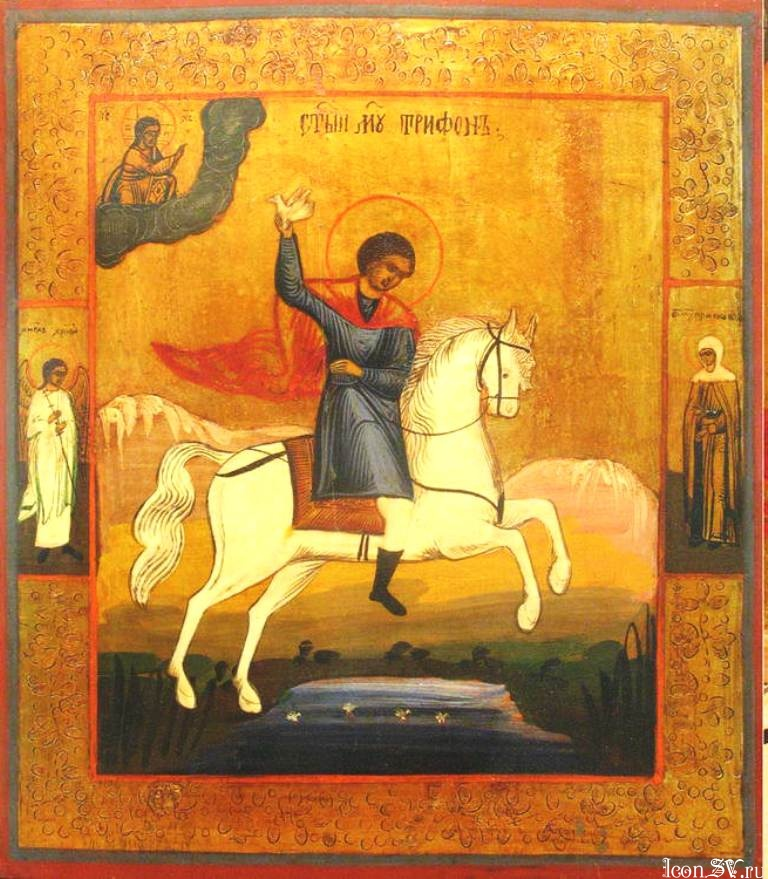
Icône russe de saint Tryphon, fin du XIX.

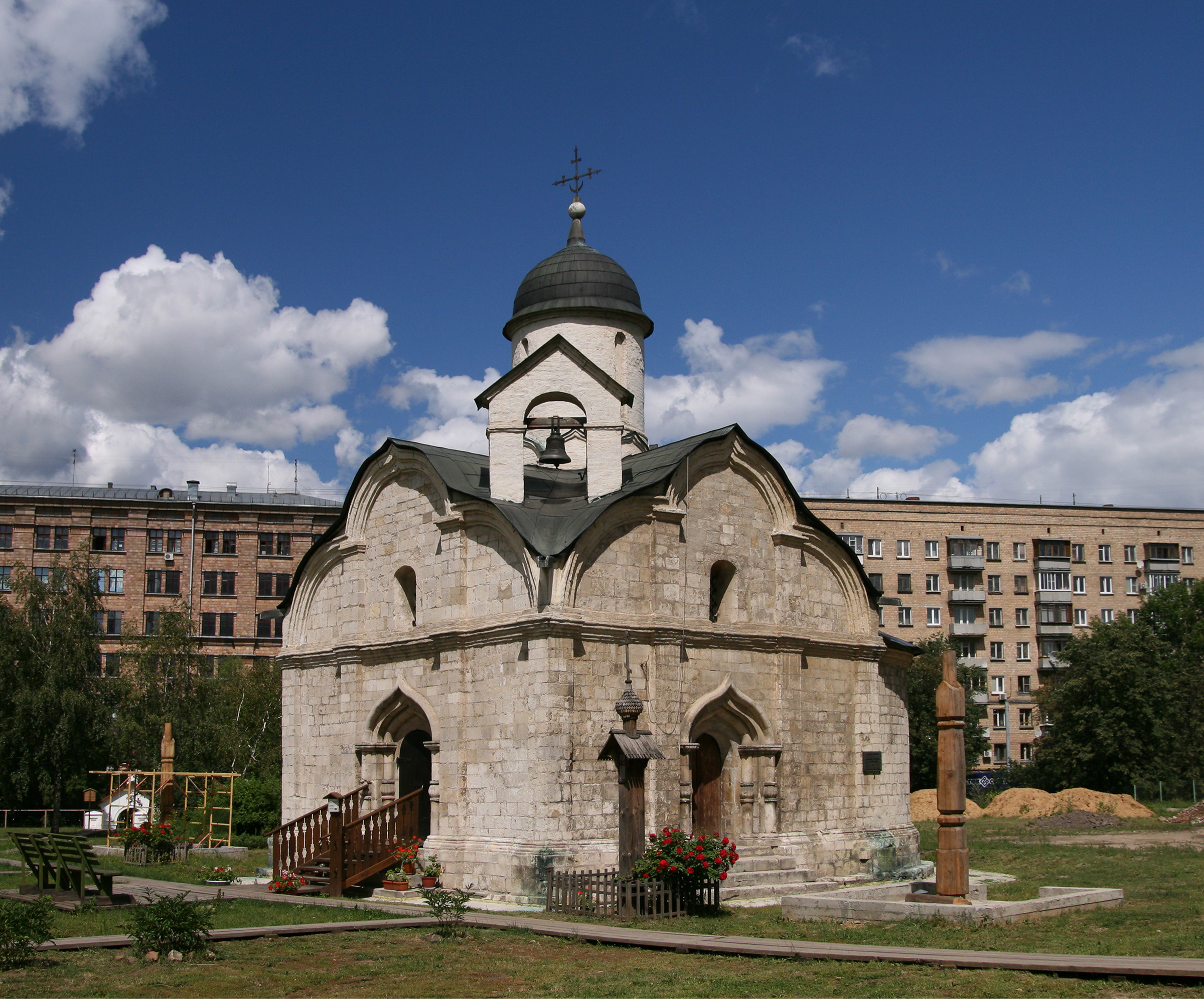
L'église Saint-Trypon-Martyr, arrondissement Mechtchanski (sloboda Naprudnaya), Moscou.

Une légende moscovite rapporte qu'un jour le fauconnier Tryphon Patrikeiev laissa s'envoler le faucon préféré du tsar Ivan le Terrible alors qu'il chassait près du village de Naprudni. Très en colère, le tsar menaça le jeune homme de le retrouver dans les trois jours faute de quoi il perdrait la vie. Alors il chercha dans toute la forêt, mais sans résultat.
Le troisième jour, épuisé par les longues recherches,   Tryphon Patrikeiev retourna à Moscou. Dans un endroit appelé le bosquet Marinaya au bord du grand étang, il s'allongea pour se reposer, et avant de s'endormir pria avec ferveur son saint patron, le martyr Tryphon, de lui venir en aide.
C'est alors qu'il vit en rêve un jeune homme sur un cheval blanc tenant dans sa main un faucon qui lui dit : « Prends l'oiseau perdu, va voir le tsar, et ne t'afflige pas ». Lorsqu'il se réveilla, il découvrit effectivement le rapace posé sur une branche de pin. Après l'avoir restitué en témoignant de l'aide miraculeuse qu'il reçut, le jeune fauconnier fit construire une chapelle au même endroit en reconnaissance à saint Tryphon de lui avoir sauvé la vie.
À la fin du XVe siècle, la chapelle est devenue l'église Saint-Tryphon-Martyr (ru) qui est l'un des plus anciens monuments architecturaux préservés de Moscou, soit d'ailleurs la première église de la Vieille Russie couverte d'une voûte cruciforme. L'église a possédé une icône particulièrement vénérée de saint Tryphon écrite en 1819 avec des particules de l'une de ses reliques parvenues en Russie en 1803 et provenant de Kotor (don du prince-évêque Petar I Petrović-Njegoš). Aujourd'hui, elle se trouve dans l' église de l'Icône de la Mère de Dieu « Le Signe » (ru) au sloboda Pereyaslavskaya à Moscou.
Cette légende transparaît dans le roman d'Alexis Konstantinovitch Tolstoï Le Chevalier d'argent.